# Єгіндибулацький сільський округ (Каркаралінський район)
Єгіндибула́цький сільський округ (каз. Егіндібұлақ ауылдық округі, рос. Егиндыбулакский сельский округ) — адміністративна одиниця у складі Каркаралінського району Карагандинської області Казахстану. Адміністративний центр та єдиний населений пункт — село Єгіндибулак.
Населення — 2128 осіб (2021; 3399 у 2009, 4165 у 1999, 5538 у 1989).
Станом на 1989 рік існувала Єгіндибулацька сільська рада (село Єгіндибулак).